# Teatro Independencia
El Teatro Independencia es el principal escenario de la ciudad de Mendoza, Argentina.
El teatro surgió de un proyecto del gobierno provincial —del año 1922— para desarrollar un corredor turístico sobre la Plaza Independencia. En 1922, el gobernador Carlos Washington Lencinas inauguró el Plaza Hotel y firmó un contrato para la construcción del primer teatro dedicado a la ópera en la provincia de Mendoza con Faustino y Mauricio da Rosa, que en esa época administraban por concesión el Teatro Colón de Buenos Aires.
Supervisado por el Ministerio de Obras Públicas de la Nación, el proyecto ya tenía los planos aprobados desde octubre de 1923, diseñados por el arquitecto Alfredo Israel. La ejecución de la obra demandó dos años y estuvo a cargo de la empresa constructora de los ingenieros Perrone y Ayerza. Su diseño seguía el estilo académico francés, y su fachada incluía un frontis neoclásico, con columnas corintias, un friso de estilo rococó, el Escudo de Mendoza en bajorrelieve y una balaustrada coronando el conjunto.
El diseño del interior se basó en los teatros de ópera italianos, y en el vestíbulo destaca la escala de mármol gris que da acceso a la sala. Esta incluye cuatro pisos de galerías; tiene una capacidad para 730 personas sentadas. El teatro es la sede de la Orquesta Filarmónica de la Provincia de Mendoza.

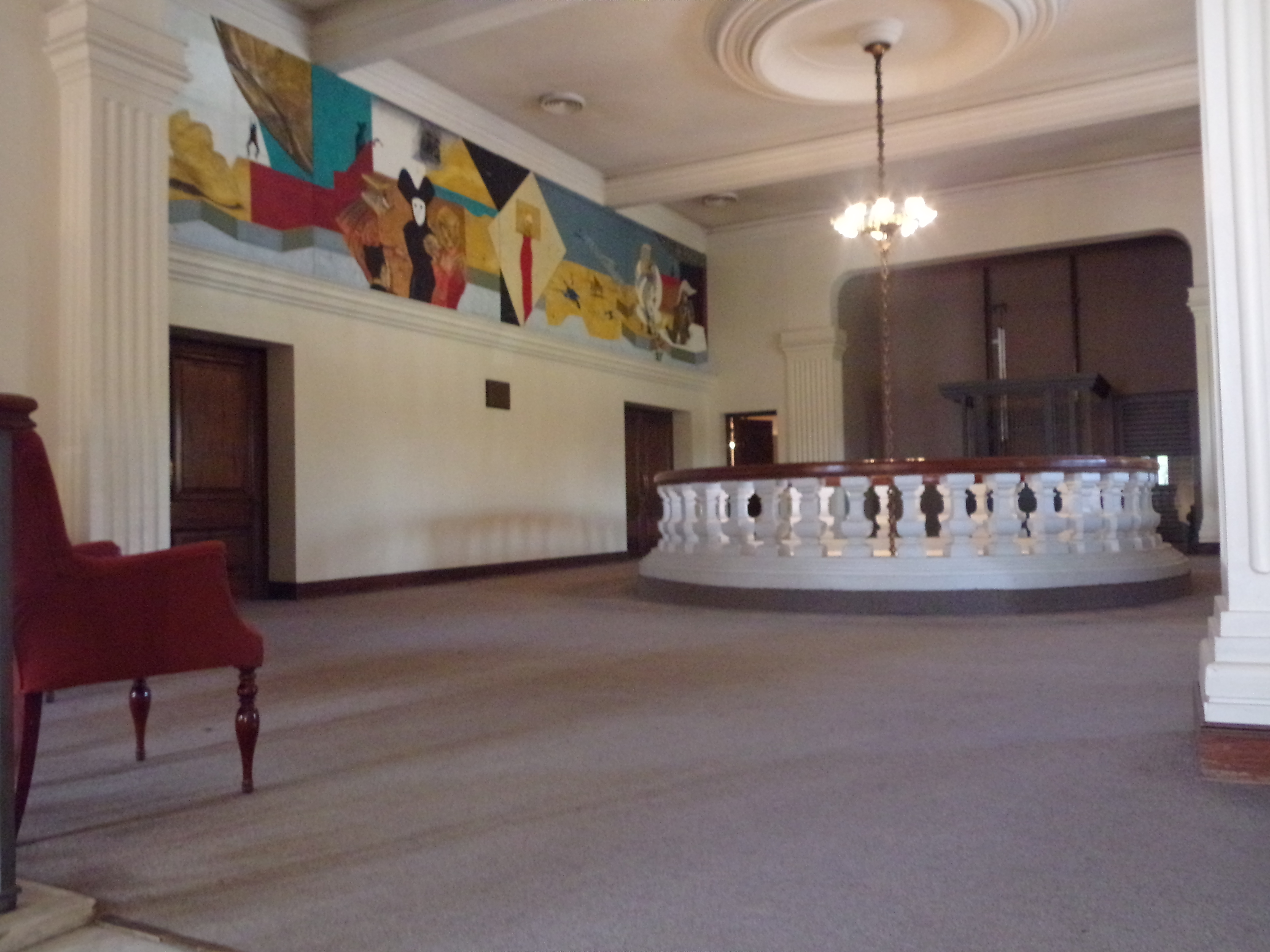
El Teatro Independencia por dentro.

Tras una preinauguración por medio de un festival organizado por la Brigada Femenina de la Liga Patriótica Argentina, el Teatro Independencia fue inaugurado el 18 de noviembre de 1925, con la première de La emigrada, una ópera del libretista argentino Vicente Martínez Cuitiño, representada por la Compañía Argentina de Dramas y Comedias, y protagonizada por Camila Quiroga.
El 15 de mayo de 1930 se estrenó en Mendoza el primer filme sonoro, llamado “El desfile del amor”, con la actuación del francés Maurice Chevalier, Jeanette MacDonald y Lupino Lane.
En 1944 el Teatro fue adaptado para la proyección de películas cinematográficas, y la primera obra proyectada en el mismo fue Casablanca. El edificio sufrió un incendio generalizado en 1963, pero fue restaurado aceleradamente y en 1965 fue reinaugurado con una presentación de la compañía estable de Ballet del Teatro Colón. Deteriorado por el paso del tiempo, debió ser nuevamente restaurado a partir del año 2000; el 21 de septiembre de 2003 fue reinaugurado con una presentación de la soprano mendocina Fabiana Bravo.